# 阿拉伯羚羊保护区
阿拉伯羚羊保护区位於阿曼的中東沙漠及高山地區，主要有阿拉伯羚羊，保護區在1994年被聯合國教科文組織的世界遗产委员会会议列入為世界遺產之一，登录时面积2750000公顷。2007年被除名。

## 世界遗产

### 登录基准
该世界遗产被认为满足世界遺產登錄基準中的以下基準而予以登錄：
- （x）拥有最重要及显著的多元性生物自然生态栖息地，包含从保育或科学的角度来看，符合普世价值的濒临绝种动物种。

### 除名
阿拉伯羚羊保护区于2007年6月28日在新西蘭基督城召開的第31屆世界遗产委员会会议中宣布被除名，也是成為首個被除名的世界遺產，其除名理由是阿曼政府將該保護區面積縮減九成，這保護區已名存實亡，不再符合世界遺產的標準。

## 外部連結
- World Conservation Monitoring Centre （页面存档备份，存于）
- 世界遺產官方網頁 （页面存档备份，存于）
- 阿曼「阿拉伯羚羊保護區」被從《世界遺產名錄》除名 （页面存档备份，存于），新華社2007年6月29日